# Julio Bogoricin
Julio Bogoricin (Rio de Janeiro, 1933 — Nova York, Estados Unidos, 21 de março de 2020) foi um tradicional empresário carioca do mercado imobiliário da cidade do Rio de Janeiro, sendo sua empresa - que leva seu nome - uma das principais deste ramo no Estado.

## Biografia
Julio Bogoricin era filho de imigrantes russos. Ingressou no Banco do Brasil, por meio de concurso público, quando tinha 18 anos, época em que estudava Arquitetura na Faculdade Nacional de Arquitetura, da então Universidade do Brasil, atual Universidade Federal do Rio de Janeiro, no bairro da Urca. Forma-se arquiteto.
Em 1956 monta sua própria imobiliária, então localizada na Rua da Assembléia, na região central do Rio de Janeiro.  Sua empresa se mudaria para o prédio mais alto e incensado da cidade na época, o Edifício Avenida Central. Durante mais de dez anos dividia o seu tempo na administração de imóveis com um emprego como concursado no Banco do Brasil, que lhe oferecia estabilidade. Com a expansão de seu negócio no ramo imobiliário, pediu demissão do banco, aos 32 anos. “Lembro que minha mulher ficou preocupada em perder os benefícios que o banco oferecia”, contou certa vez em entrevista ao jornal O Fluminense. Sua empresa tornou-se em uma das mais conhecidas corretoras de imóveis do Rio.  Sua empresa chegou a ter filiais também em São Paulo e Belo Horizonte, além de Nova York.
Colecionador de arte brasileira, era apontado como personagem central para a consolidação do segmento. Segundo Claudio Castro, diretor da Sergio Castro Imóveis, “Julio Bogoricin foi uma grande referência no mercado imobiliário, tendo criado práticas que são seguidas pelas empresas mais bem sucedidas até hoje”. Rubem Vasconcelos, presidente da imobiliária Patrimóvel, foi gerente, diretor e sócio de Julio Bogoricin, antes de montar a sua própria empresa; Rubem começou a trabalhar com ele como corretor aos 21 anos.
A partir de 1983 passou a residir em Nova York, Estados Unidos. Apesar da idade avançada, Bogoricin continuava ativo na administração da empresa, onde ocupava o cargo de diretor-presidente. Mesmo vivendo em Nova York, o empresário acompanhava o dia a dia da imobiliária em reuniões por videoconferência e relatórios digitais. Sua presença no Rio era frequente, para as discussões estratégicas do grupo.
Faleceu aos 87 anos, por insuficiência cardíaca e respiratória no Hospital Mount Sinai, em Nova York. Deixando três filhos, oito netos e três bisnetos.
. Sua empresa chegou criada por volta de 1956, tendo enfrentado outros grandes empresários do ramo, como Sergio Dourado, Sergio Castro e Francisco Xavier, na época do boom do mercado imobiliário (que época foi essa? ano?), sendo que os dois últimos, com o avançar da idade, diminuíram seus negócios, enquanto Bogoricin mantém-se ativo e com diversas agências e pontos de venda, hoje com mais de 20 lojas no Rio de Janeiro e 1 loja em Icaraí - Niterói.